# Liste der Baudenkmale in Kremmen
In der Liste der Baudenkmale in Kremmen sind alle Baudenkmale der brandenburgischen Stadt Kremmen und ihrer Ortsteile aufgelistet. Grundlage ist die Veröffentlichung der Landesdenkmalliste mit dem Stand vom 31. Dezember 2020.

## Legende
In den Spalten befinden sich folgende Informationen:
- ID-Nr.: Die Nummer wird vom Brandenburgischen Landesamt für Denkmalpflege vergeben. Ein Link hinter der Nummer führt zum Eintrag über das Denkmal in der Denkmaldatenbank. In dieser Spalte kann sich zusätzlich das Wort Wikidata befinden, der entsprechende Link führt zu Angaben zu diesem Denkmal bei Wikidata.
- Lage: die Adresse des Denkmales und die geographischen Koordinaten. Link zu einem Kartenansichtstool, um Koordinaten zu setzen. In der Kartenansicht sind Denkmale ohne Koordinaten mit einem roten beziehungsweise orangen Marker dargestellt und können in der Karte gesetzt werden. Denkmale ohne Bild sind mit einem blauen bzw. roten Marker gekennzeichnet, Denkmale mit Bild mit einem grünen beziehungsweise orangen Marker.
- Bezeichnung: Bezeichnung in den offiziellen Listen des Brandenburgischen Landesamtes für Denkmalpflege. Ein Link hinter der Bezeichnung führt zum Wikipedia-Artikel über das Denkmal.
- Beschreibung: die Beschreibung des Denkmales
- Bild: ein Bild des Denkmales und gegebenenfalls einen Link zu weiteren Fotos des Baudenkmals im Medienarchiv Wikimedia Commons

## Allgemein
| ID-Nr.   | Lage           | Bezeichnung                                              | Beschreibung | Bild |
| -------- | -------------- | -------------------------------------------------------- | ------------ | ---- |
| 09165272 | Kremmen (Lage) | Satzung zum Schutz des Denkmalbereiches Altstadt Kremmen |              | BW   |

## Baudenkmale

### Amalienfelde
| ID-Nr.   | Lage                     | Bezeichnung | Beschreibung | Bild      |
| -------- | ------------------------ | ----------- | ------------ | --------- |
| 09165995 | Berliner Chaussee (Lage) | Wegweiser   |              | Wegweiser |

### Beetz
| ID-Nr.                           | Lage                          | Bezeichnung                                                 | Beschreibung | Bild                                                        |
| -------------------------------- | ----------------------------- | ----------------------------------------------------------- | --- | ----------------------------------------------------------- |
| 09165014 Wikidata                | Beetzer Dorfstraße (Lage)     | Dorfkirche                                                  | | weitere Bilder                                              |
| 09166128 Teilobjekt zu: 09165014 | Beetzer Dorfstraße (Lage)     | Taufengel                                                   | Der etwa 1,54 Meter große Taufengel wurde in der ersten Hälfte des 18. Jahrhunderts gefertigt und gehört vermutlich zur bauzeitlichen Ausstattung der Kirche. | BW                                                          |
| 09165491                         | Beetzer Dorfstraße 162 (Lage) | Gehöft, bestehend aus Wohnhaus und drei Wirtschaftsgebäuden | | Gehöft, bestehend aus Wohnhaus und drei Wirtschaftsgebäuden |
| 09165013                         | Beetzer Dorfstraße 165 (Lage) | Gutshaus                                                    | | Gutshaus                                                    |
| 09165703                         | Beetzer Dorfstraße 194 (Lage) | Gehöft, bestehend aus Wohnhaus und zwei Wirtschaftsgebäuden | | Gehöft, bestehend aus Wohnhaus und zwei Wirtschaftsgebäuden |
| 09165665                         | Beetzer Dorfstraße 200 (Lage) | Wohnhaus                                                    | | Wohnhaus                                                    |
| 09165245                         | Grüner Weg ()                 | Erbbegräbnis des Guts Beetz, in der Parkanlage              | | ein Bild hochladen                                          |

### Flatow
| ID-Nr.            | Lage                         | Bezeichnung                                                                                              | Beschreibung | Bild |
| ----------------- | ---------------------------- | --- | --- | --- |
| 09166016          | (Lage)                       | Wegweiser                                                                                                | | BW |
| 09166067          | Alte Poststraße 11/12 (Lage) | Wohnhaus mit Einfriedung                                                                                 | | Wohnhaus mit Einfriedung                                                                                 |
| 09165496          | Am Bahnhof 1 (Lage)          | Bahnhof Flatow, bestehend aus Empfangsgebäude, Güterschuppen, Wirtschaftsgebäude, Bahnsteig und Vorplatz | | Bahnhof Flatow, bestehend aus Empfangsgebäude, Güterschuppen, Wirtschaftsgebäude, Bahnsteig und Vorplatz |
| 09165497          | Hauptstraße ()               | Gefallenendenkmal                                                                                        | | Gefallenendenkmal                                                                                        |
| 09165746          | Hauptstraße 24 (Lage)        | Wohnhaus mit Wirtschaftsgebäude                                                                          | | Wohnhaus mit Wirtschaftsgebäude                                                                          |
| 09165026 Wikidata | Hauptstraße 50 (Lage)        | Dorfkirche                                                                                               | Die evangelische Kirche ist ein Backsteinbau mit Feldsteineinlagen und wurde 1472 errichtet. In den Jahren 1710/1719 um südlichen Anbau und 1856 um nördlichen Anbau erweitert. Der spätgotische Westturm wurde in der 2. Hälfte des 19. Jahrhunderts im neugotischen Stil umgebaut. Die Orgel stammt aus dem Jahr 1868. | weitere Bilder                                                                                           |
| 09165714          | Hauptstraße 50 (Lage)        | Nachtwächter- und Spritzenhaus mit Gefängnis                                                             | | Nachtwächter- und Spritzenhaus mit Gefängnis                                                             |
| 09165720          | Straße des Friedens 5 (Lage) | Wohnhaus mit Wirtschaftsgebäude                                                                          | | Wohnhaus mit Wirtschaftsgebäude                                                                          |

### Groß-Ziethen
| ID-Nr.            | Lage                      | Bezeichnung                                 | Beschreibung | Bild                                        |
| ----------------- | ------------------------- | ------------------------------------------- | --- | ------------------------------------------- |
| 09165505 Wikidata | Alte Dorfstraße (Lage)    | Kirche sowie Erbbegräbnis auf dem Kirchhof  | Die Dorfkirche wurde 1884 im neugotischen Stil errichtet | weitere Bilder                              |
| 09166520          | Alte Dorfstraße 14 (Lage) | Dorfschule mit Nebengebäude und Toreinfahrt | | Dorfschule mit Nebengebäude und Toreinfahrt |
| 09166092          | Alte Dorfstraße (Lage)    | Gefallenendenkmal, vor Nr. 33               | | Gefallenendenkmal, vor Nr. 33               |
| 09165556          | Alte Dorfstraße (Lage)    | Feuerwehrgebäude                            | | Feuerwehrgebäude                            |
| 09165557          | Alte Dorfstraße (Lage)    | Gartenhaus                                  | | Gartenhaus                                  |
| 09165267          | Alte Dorfstraße 33 (Lage) | Gutshaus mit Treppenanlage, Park und Allee  | Das Gutshaus entstand im Kern vor 1718. Der barocke Baukörper, der nur noch im Mittelbau erhalten ist, wurde im späten 19. Jahrhundert überformt und erweitert, seitlich wurden zwei Eckpavillons angebaut und 1902 erfolgte die Einfügung des westlichen Treppenhauses mit der Kuppel. Der im 18. Jahrhundert angelegte Gutspark wurde Ende des 19. Jahrhunderts als Landschaftspark umgestaltet. Von 1994 bis 1997 erfolgte durch die Freifrau Edith von Thüngen-Reichenbach, geb. von Bülow eine Restaurierung von Gutshaus und Park und ein Ausbau zu einem 4-Sterne-Hot el. Im Schlosspark befindet sich ein recht gut erhaltenes Baurelikt eines Eiskellers, das besichtigt werden kann. | weitere Bilder                              |

### Hohenbruch
| ID-Nr.   | Lage                              | Bezeichnung        | Beschreibung | Bild           |
| -------- | --------------------------------- | ------------------ | --- | -------------- |
| 09165414 | Hohenbrucher Dorfstraße 9a (Lage) | Dorfkirche         | | weitere Bilder |
| 09165641 | Hohenbrucher Dorfstraße 9 (Lage)  | Wirtschaftsgebäude | Eingeschossiger Fachwerk-Bau mit Sattel- bzw. Schilfrohrdach. Datiert auf die Jahre 1797/1798 (Erweiterungsbauten 1851/1900). | weitere Bilder |

### Kremmen
| ID-Nr.   | Lage                            | Bezeichnung | Beschreibung | Bild |
| -------- | ------------------------------- | --- | --- | --- |
| 09166029 | Alte Kiezstraße 5 (Lage)        | Wohnhaus mit Wirtschaftsgebäude                                                                                            | | Wohnhaus mit Wirtschaftsgebäude                                                                                            |
| 09165052 | Am Markt (Lage)                 | Marktplatz mit Rathaus und Bürgerhäusern (Grundriss des Marktplatzes und allgemeine Aufrissproportionen der Platzumbauung) | | Marktplatz mit Rathaus und Bürgerhäusern (Grundriss des Marktplatzes und allgemeine Aufrissproportionen der Platzumbauung) |
| 09165053 | Am Markt 1 (Lage)               | Rathaus | Das Rathaus wurde nach der Zerstörung des Vorgängerbaus beim Stadtbrand 1840 im klassizistischen Stil erbaut. | weitere Bilder |
| 09165518 | Am Markt 2 (Lage)               | Wohnhaus | | Wohnhaus |
| 09165519 | Am Markt 4 (Lage)               | Wohnhaus | | Wohnhaus |
| 09165520 | Am Markt 5 (Lage)               | Wohnhaus | | Wohnhaus |
| 09165521 | Am Markt 6 (Lage)               | Wohnhaus | | Wohnhaus |
| 09165522 | Am Markt 7 (Lage)               | Wohnhaus | | Wohnhaus |
| 09165523 | Am Markt 8 (Lage)               | Wohnhaus | | Wohnhaus |
| 09165524 | Am Markt 9 (Lage)               | Wohnhaus | | Wohnhaus |
| 09165525 | Am Markt 10 (Lage)              | Wohnhaus | | Wohnhaus |
| 09165526 | Am Markt 11 (Lage)              | Wohnhaus | | Wohnhaus |
| 09165527 | Am Markt 12 (Lage)              | Wohnhaus | | Wohnhaus |
| 09165529 | Am Markt 13 (Lage)              | Wohnhaus | | Wohnhaus |
| 09165429 | Am Markt 14 (Lage)              | Hotel „Landhaus“ | Das Hotel „Landhaus“ wurde 1850 als Nachfolger einer Gaststätte von 1607 erbaut. 1900 um ein drittes Stockwerk erhöht, diente das Haus seit seinem Bestehen als Hotel, Polizeikaserne, Flüchtlingsheim, Schule und Klubhaus. Ab 2013 Sanierung. | Hotel „Landhaus“ |
| 09165528 | Am Markt 17 (Lage)              | Wohnhaus | | Wohnhaus |
| 09165341 | Am Markt 18 (Lage)              | Wohnhaus | | Wohnhaus |
| 09165529 | Am Markt 19 (Lage)              | Wohnhaus | | Wohnhaus |
| 09165530 | Am Markt 20 (Lage)              | Wohnhaus | | Wohnhaus |
| 09165531 | Am Markt 21 (Lage)              | Wohnhaus | | Wohnhaus |
| 09165532 | Am Markt 22 (Lage)              | Wohnhaus | | Wohnhaus |
| 09165533 | Am Markt 24 (Lage)              | Wohnhaus | | Wohnhaus |
| 09165670 | Baustraße 10 (Lage)             | Wohnhaus mit zwei Hofgebäuden                                                                                              | | Wohnhaus mit zwei Hofgebäuden                                                                                              |
| 09165986 | Berliner Chaussee (Lage)        | Wegweiser | | Wegweiser |
| 09165613 | Berliner Straße 4 (Lage)        | Wohnhaus mit Seitenflügel, Quergebäude, Speicher, Hofpflasterung und Einfriedung an der Rückseite                          | | weitere Bilder |
| 09165430 | Berliner Straße 28 (Lage)       | Wohnhaus mit Wirtschaftsgebäude                                                                                            | | Wohnhaus mit Wirtschaftsgebäude                                                                                            |
| 09165274 | Dammstraße 16 (Lage)            | Wohnhaus | | Wohnhaus |
| 09165275 | Dammstraße 18 (Lage)            | Wohnhaus | | Wohnhaus |
| 09165276 | Dammstraße 20 (Lage)            | Wohnhaus | | Wohnhaus |
| 09165277 | Dammstraße 22 (Lage)            | Wohnhaus | | Wohnhaus |
| 09165278 | Grabenstraße 10 (Lage)          | Wohnhaus mit Nebengebäude                                                                                                  | | Wohnhaus mit Nebengebäude                                                                                                  |
| 09165054 | Kirchplatz (Lage)               | Stadtkirche St. Nikolai | | weitere Bilder |
| 09166115 | Kirchstraße 14 (Lage)           | Wohnhaus und Nebengebäude                                                                                                  | | Wohnhaus und Nebengebäude                                                                                                  |
| 09165057 | L 19 (Lage)                     | Gedenkkreuz für das Gefecht am Kremmener Damm im Jahre 1412                                                                | | Gedenkkreuz für das Gefecht am Kremmener Damm im Jahre 1412                                                                |
| 09165801 | Nauener Straße (Lage)           | Friedhofskapelle | | Friedhofskapelle |
| 09165802 | Nauener Straße (Lage)           | Jüdischer Friedhof | kleiner jüdischer Friedhof mit einigen erhaltenen Grabsteinen am Rand des Kremmener Friedhofs | weitere Bilder |
| 09166096 | Ruppiner Straße 29 (Lage)       | Mietwohnhaus | | Mietwohnhaus |
| 09165280 | Ruppiner Straße 35 (Lage)       | Wohn- und Geschäftshaus mit Wirtschaftsgebäuden                                                                            | | Wohn- und Geschäftshaus mit Wirtschaftsgebäuden                                                                            |
| 09165271 | Scheunenweg, Kurzer Damm (Lage) | Scheunenviertel, bestehend aus den Scheunen, dem Scheunenweg und dem „Mertenpfuhl“                                         | | weitere Bilder |

### Ludwigsaue
| ID-Nr.   | Lage                             | Bezeichnung                                      | Beschreibung | Bild                                             |
| -------- | -------------------------------- | ------------------------------------------------ | ------------ | ------------------------------------------------ |
| 09165990 | (Lage)                           | Grenzstein, an der L 19                          |              | weitere Bilder                                   |
| 09165996 | (Lage)                           | Grenzstein des Gutsbezirks Rüthnick, an der L 19 |              | Grenzstein des Gutsbezirks Rüthnick, an der L 19 |
| 09165642 | Ludwigsauer Dorfstraße 26 (Lage) | Schule mit Nebengebäude                          |              | BW                                               |

### Sommerfeld
| ID-Nr.            | Lage                                   | Bezeichnung | Beschreibung | Bild                     |
| ----------------- | -------------------------------------- | --- | --- | ------------------------ |
| 09165474          | Bahnhofstraße 29 (Lage)                | Bahnhof Beetz-Sommerfeld: bestehend aus Empfangsgebäude, Güterschuppen, Nebengebäude, Vorplatz und Zufahrtsstraße | | weitere Bilder           |
| 09165310 Wikidata | Dorfstraße (Lage)                      | Dorfkirche mit Einfriedung und Kriegerdenkmal | | weitere Bilder           |
| 09165564          | Dorfstraße 22 (Lage)                   | Wohnhaus mit Hofgebäude | Wohnhaus: Eingeschossiger Bau mit Satteldach. Entstand um 1900 herum. Stall: Eingeschossiger Ziegelbau mit Satteldach. Entstehungszeit ca. 1900. Der Stall steht parallel zu Wohnhaus und schließt den Hof nach Norden hin ab. | Wohnhaus mit Hofgebäude  |
| 09165565          | Dorfstraße 43 (Lage)                   | Gehöft: bestehend aus Wohnhaus, drei Wirtschaftsgebäuden, Hofpflasterung und Einfriedung | Wohnhaus: Eingeschossiger Bau mit Satteldach. Entstand im Jahr 1894 (Änderungsbauten 1930/1940). Stall: Auf der linken Hofseite liegend. Zweigeschossiger Ziegelbau mit Satteldach. Datiert auf etwas 1900. Stall: Auf der rechten Hofseite liegend. Zweigeschossiger Ziegelbau mit Satteldach. Datiert auf 1916 (Inschrift). Scheune: Schließt den Hof nach Süden hin ab. Eingeschossiger Ziegelbau mit Satteldach. Datiert auf das Jahr 1916.                                           | weitere Bilder           |
| 09165578          | Dorfstraße 46 (Lage)                   | Wohnhaus mit Einfriedung | Eingeschossiger Fachwerkbau mit Krüppelwalmdach. Entstanden um das Jahr 1850 herum. Einfriedung aus roten Ziegeln. | Wohnhaus mit Einfriedung |
| 09165311          | Dorfstraße 52 (Lage)                   | Stallgebäude | | BW                       |
| 09165579          | Dorfstraße 54 (Lage)                   | Wohnhaus | Eingeschossiger Fachwerkbau mit Krüppelwalmdach. Entstanden etwa um das Jahr 1850 herum. | Wohnhaus                 |
| 09165125          | Kremmener Straße / Friedhofsweg (Lage) | Sowjetischer Ehrenfriedhof, auf dem Friedhof | | BW                       |
| 09165566          | Löwenberger Weg 11 (Lage)              | Wohnhaus mit Wirtschaftsgebäude und Pflasterung | Wohnhaus: zweigeschossiges Mehrfamilienhaus mit Satteldach. Datiert auf 1901/1951. Pflasterung: Es handelt sich um die Pflasterung der Zufahrt mit Kopfsteinpflaster. Wirtschaftsgebäude: Eineinhalbgeschossiger Ziegel-Fachwerk-Bau mit Satteldach. Die Ursprungsfunktion bestand in Waschküche, Stall und Schuppen. Datiert auf 1901/1950. Das Wirtschaftsgebäude besteht aus zwei Gebäuden, die T-förmig zueinander angeordnet sind und parallel zum Wohnhaus (westlich davon) stehen. | weitere Bilder           |
| 09165312          | Waldhausstraße 44, 44f-44k (Lage)      | Sommerfeld, Waldhausstraße, Ehemalige Lungenheilstätte Waldhaus Charlottenburg (Hellmuth-Ulrici-Klinik), bestehend aus Pförtnerhaus mit Haupttor und Einfriedung, Direktorenwohnhaus mit Garage und Einfriedung, Beamtenhäusern, Frauenpavillon, Neuem Frauenpavillon mit Einfriedung, Liegehallen, Männerpavillon, Badehaus mit Inhalierraum und Verbindungsgängen, Verwaltungsgebäude, Kochküche, Waschhaus, Maschinenhaus und Kesselhaus, Kapelle mit Leichen- und Obduktionshaus, Pferdestall, Wasserturm, Kinderstation, Pavillon, Neuer Männerpavillon mit Verbindungsgängen, Operationshaus, Ärztewohnhaus, Schwesternwohnhaus, Friedhof, Kulturhaus und gärtnerisch gestalteten Anlagen | Das Waldhaus Charlottenburg wurden 1912 bis 1914 vom Architekten Heinrich Seeling errichtet. Im Jahre 1964 wurden die Kliniken nach dem langjährigen Direktor Hellmuth Ulrici benannt. | weitere Bilder           |

### Staffelde
| ID-Nr.            | Lage                                                                         | Bezeichnung | Beschreibung | Bild |
| ----------------- | ---------------------------------------------------------------------------- | --- | ------------ | --- |
| 09165541          | Am Speicher, Nauener Chaussee 10, 17, 18, 19, Wolfslaker Weg 1, 3, 11 (Lage) | Wirtschaftshof des Gutes Staffelde, bestehend aus Brennerei ohne nachträglichen giebelseitigen Anbau, Kossätenhaus mit Wirtschaftsgebäude, „Schweizer Haus“, drei Stallscheunen, Schmiede, Getreidespeicher mit Scheune und Pferdestall |              | Wirtschaftshof des Gutes Staffelde, bestehend aus Brennerei ohne nachträglichen giebelseitigen Anbau, Kossätenhaus mit Wirtschaftsgebäude, „Schweizer Haus“, drei Stallscheunen, Schmiede, Getreidespeicher mit Scheune und Pferdestall |
| 09165127 Wikidata | Nauener Chaussee / Staffelder Dorfstraße (Lage)                              | Dorfkirche |              | weitere Bilder |
| 09165313          | Nauener Chaussee 21, 22 (Lage)                                               | Gutshaus mit Pferdestall, Einfriedung und Gutspark |              | Gutshaus mit Pferdestall, Einfriedung und Gutspark |
| 09165314          | Nauener Chaussee 25 (Lage)                                                   | Wohnhaus |              | Wohnhaus |
| 09165126          | Staffelder Dorfstraße 19 (Lage)                                              | Vorlaubenhaus (Dorfkrug) |              | Vorlaubenhaus (Dorfkrug) |

## Ehemalige Baudenkmale
| ID-Nr. | Lage                        | Bezeichnung                                                                               | Beschreibung | Bild                                                                                      |
| ------ | --------------------------- | ----------------------------------------------------------------------------------------- | ------------ | ----------------------------------------------------------------------------------------- |
|        | Kremmen Dammstraße 8 (Lage) | Gedenktafel (ehemaliges KPD-Lokal und Vereinslokal des Arbeiter-, Turn- und Sportvereins) |              | Gedenktafel (ehemaliges KPD-Lokal und Vereinslokal des Arbeiter-, Turn- und Sportvereins) |